# Моравия, Уильям де, 2-й граф Сазерленд
Уильям Сазерленд (англ. William de Moravia, 2st Earl of Sutherland; ок. 1235—1307) — шотландский дворянин, 2-й граф Сазерленд и глава клана Сазерленд на Шотландском нагорье.

## Происхождение
Уильям де Моравия, 2-й граф Сазерленд, был единственным известным сыном Уильяма де Моравия, 1-го графа Сазерленда, который умер в 1248 году.

## Граф Сазерленд
Первые исторические записи, в которых упоминается Уильям де Моравиа, 2-й граф Сазерленд, находятся в списках казначейства Шотландии в 1263 и 1266 годах, когда шерифу Инвернесса, в юрисдикцию которого входили Сазерленд и Кейтнесс, ежегодно выплачивалось 20 фунтов стерлингов королю от графа Сазерленда. Аналогичные штрафы были выплачены епископом Россом и графом Кейтнессом, но за что они были, неясно. Возможно, они были связаны с норвежским вторжением в 1263 года.
В начале 1269 года Уильям, граф Сазерленд, был в Нэрне, где засвидетельствовал дарственную грамоту Уильяма II, графа Росса, церкви Морея на предоставление земли его шурину, покойному Фрескину из Морея, лорду Даффусу. Другим свидетелем был Арчибальд Херрок (или Херох), епископ Кейтнесса, которого также попросили помочь положить конец спорной вражде между графом Сазерлендом и церковью, которая началась во времена Уильяма, 1-го графа Сазерленда, и епископа Гилберта де Моравия. Спор шел из-за земель, которые включали замок Скибо. В конце концов в соборе Дорноха было заключено и скреплено печатью соглашение, в котором было решено, что земли принадлежат церкви, а Уильяму, 2-му графу Сазерленду, была выплачена компенсация другими землями. Примерно в то же время Уильям, 2-й граф Сазерленд, засвидетельствовал грамоту монахам монастыря Бьюли.
В 1284 году Уильям, 2-й граф Сазерленд, присутствовал, когда король Шотландии Александр III созвал парламент в Сконе, чтобы решить вопрос о том, что он остался без наследника после смерти своего сына и дочери, за исключением его маленькой внучки, которая была известна как Маргарет Норвежская Дева. После смерти короля Александра III не записано, на чью сторону встал граф Сазерленд, но записано, что он был с другими дворянами и магнатами Шотландии, которые обратились к королю Англии Эдуарду I Плантагенету 17 марта 1290 года в Биргаме. Это должно было дать согласие на брак между принцем Уэльским и юной королевой Шотландии. В 1291 году Эдуард I Английский посетил различные города Шотландии и приказал замку Инвернесс принести присягу графу Сазерленда. Графу было приказано принести присягу констеблю сэру Уильяму Брайтофту, и они должны были совместно принять присягу от шерифа, бейли и других жителей округа. По словам историка Уильяма Фрейзера не ясно, было ли это сделано, но, вероятно, так и было. Граф Сазерленд не присоединился к восстанию северных графов в 1296 году против английского короля и, по-видимому, оставался сторонником Англии, как и Роберт Брюс в то время. 28 августа 1296 года граф Сазерленд принес присягу на верность английскому королю в Берик-апон-Туиде. Известно, что граф Сазерленд все ещё был приверженцем английского короля в 1304 и 1306 годах.
Историк дома Сазерленд XVII века, сэр Роберт Гордон, 1-й баронет (1580—1656), младший сын Александра Гордона, 12-го графа Сазерленда, заявил, что Уильям, 2-й граф Сазерленд, находился с Робертом Брюсом во время его блестящей победы над англичанами в битве при Бэннокберне в 1314 году и что он умер в 1325 году . Однако шотландский историк XIX века Уильям Фрейзер говорит, что это опровергается историческими документами, которые были недавно обнаружены. Фрейзер утверждает, что в письме или петиции от Уильяма, графа Росс к королю Англии Эдуарду II, которое, хотя и без даты, судя по содержанию, должно быть, было написано весной или в начале 1308 года, говорится, что Уильям, граф Сазерленд умер. Далее Фрейзер говорит, что другие письма подтверждают, что Уильям, граф Сазерленд умер где-то между апрелем 1306 и сентябрем 1307 года, и, возможно, даже предшествовал смерти Эдуарда I Английского, который умер в июле 1307 года . Современные историки Cambridge University Press также утверждают, что Уильям, 2-й граф Сазерленд умер в промежутке между апрелем 1306 и сентябрем 1307 года.

## Семья
Уильям Сазерленд, 2-й граф Сазерленд, имел двух сыновей:
- Уильям де Моравия, 3-й граф Сазерленд (наследник и преемник).
- Кеннет де Моравия, 4-й граф Сазерленд (сменивший своего брата).